# Bhinder
Bhinder è una suddivisione dell'India, classificata come municipality, di 16.365 abitanti, situata nel distretto di Udaipur, nello stato federato del Rajasthan. In base al numero di abitanti la città rientra nella classe IV (da 10.000 a 19.999 persone).

## Geografia fisica
La città è situata a 24° 31' 13 N e 74° 09' 58 E.

## Società

### Evoluzione demografica
Al censimento del 2001 la popolazione di Bhinder assommava a 16.365 persone, delle quali 8.315 maschi e 8.050 femmine. I bambini di età inferiore o uguale ai sei anni assommavano a 2.249, dei quali 1.245 maschi e 1.004 femmine. Infine, coloro che erano in grado di saper almeno leggere e scrivere erano 10.334, dei quali 6.162 maschi e 4.172 femmine.